# كليك (من الأفضل الاتصال بسول)
«كليك» (بالإنجليزية: Klick)‏ هي الحلقة العاشرة والأخيرة للموسم الثاني من مسلسل إيه إم سي التلفزيوني الدرامي من الأفضل الاتصال بسول، المسلسل يُعتبر بادئة من مسلسل اختلال ضال. تم بث الحلقة في 18 أبريل عام 2016،على قناة إيه إم سي بالولايات المتحدة. خارج الولايات المتحدة، تم عرض الحلقة لأول مرة على خدمة البث نتفليكس في عدة بلدان.

## الاستقبال

### التقييمات
عند بث الحلقة لأول مرة، كان لها 2.26 مليون مشاهد في الولايات المتحدة، وكان تصنيفها 18-49 من 0.8.

## وصلات خارجية
- «كليك» على إيه إم سي (بالإنجليزية)
- «كليك» على قاعدة بيانات الأفلام على الإنترنت (بالإنجليزية)